# ʿAdscham
ʿAdscham (arabisch عجم, DMG ʿaǧam ‚Nichtaraber, Perser‘) ist ein Begriff der nationalen, staatsrechtlichen, kulturellen und religiösen Auseinandersetzung vor allem innerhalb des Islams und der Gemeinschaft der Muslime. Das Wort hat für Araber etwa die gleiche umfassende Bedeutung wie für Hellenen das Wort „Barbaren“. Es sind diejenigen Fremden, die das Arabische nicht korrekt (faṣīḥ) artikulieren. Abgeleitet aus der Wurzel ʿ–ǧ–m „prüfen, erproben“ charakterisiert man eine Person mit ʿudschma / عجمة / ʿuǧma / ‚Akzent‘, die fehlerhaft und unverständlich spricht. Aus dieser Grundbedeutung ist dann der Begriff ʿadscham schon in der vorislamischen Poesie als Bezeichnung für die Nichtaraber, später fast ausschließlich für die Perser, abgeleitet worden.
Bernard Lewis zufolge ist das gebräuchlichste Wort für „Außenseiter“ in der Sprache des Islams jedoch kāfir „Ungläubiger“.

## Im Koran
Dementsprechend wird das im Koran erwähnte Wort arabisch أعجمي, DMG ʿaǧamī ‚nichtarabisch, Nichtaraber‘ (Koran, 16, 103) und al-ʿaǧamīna (Koran, 26, 198) und ʿaǧamīyan (Koran, 41, 44), das wörtlich „Fremde(r)“ bzw. „Fremdsprachige(r)“ bedeutet, mit „Nichtaraber“ oder (irrtümlich) mit „Barbar(en)“ übersetzt. Koran, 26, 198f. drückt dieses Verständnis des Begriffes aus:

„Wenn wir ihn auf einen von den Nichtarabern herabgesandt hätten und er ihn (in seiner eigenen Sprache) ihnen verlesen hätte, hätten sie (ohnehin) nicht daran geglaubt.“

Ähnlich auch in Sure 41, Vers 44:

„Wenn wir ihn (d. h. den Koran) zu einem nichtarabischen Koran gemacht hätten, würden sie sagen: ‚Warum sind seine Verse (w. Zeichen) nicht (im einzelnen) auseinandergesetzt (so daß jedermann sie verstehen kann)?‘ (Was soll das:) ein nichtarabischer (Koran) und ein arabischer (Verkünder)?“

In der Koranexegese (tafsir) wird allgemein erklärt, dass die „Ungläubigen“ den Vorwurf gegen Mohammed erhoben, der Koran sei von ihm erdichtet worden, weil er ja Araber sei und der Koran auf Arabisch. Sie hätten behauptet, eine echte Offenbarung Gottes sei es gewesen, wenn Mohammed angefangen hätte, in einer fremden (nichtarabischen) Sprache zu reden. Die Exegese erklärt, dass der Koran genau diesem Vorwurf begegnet, indem er sagt, dass der Koran eben wegen seiner Verständlichkeit für die Araber auf Arabisch offenbart wurde, damit so vermieden werde, dass die „Ungläubigen“ sagen: „Wie merkwürdig: Ein arabischer Gesandter kam zu den Arabern, aber seine Offenbarung ist in einer Sprache, die weder von ihm noch den Arabern verstanden wird.“

## In den Hadithen
Während der Abschiedswallfahrt richtete der Prophet Mohammed am Berg von ʿArafāt u. a. folgende Worte an seine Anhänger:

„Ich habe euch etwas klares und deutliches hinterlassen; wenn ihr daran festhaltet, werdet ihr niemals in die Irre gehen: Gottes Buch und die Sunna seines Propheten. Leute! hört meine Worte und begreift sie! Ihr sollt wissen, dass jeder Muslim Bruder des Muslims ist, und dass die Muslime (untereinander) Brüder sind […], der vorzüglichste unter euch ist bei Gott der frommste von euch. Ein Araber hat nur durch seine Frömmigkeit Vorrang vor dem Nicht-Araber (ʿaǧam).“

Diese Gleichheitsgesinnung, die hier demonstriert wird, ist nur mit Bedenken der Rede des Propheten zuzuschreiben, da in den ältesten Quellen des islamischen Überlieferungswesens dieser Zusatz durchgehend fehlt und – worauf bereits Ignaz Goldziher hingewiesen hat – wohl als spätere Zutat zu werten sein wird. Allerdings kommt diese positive Einstellung gegenüber Nicht-Arabern schon in der umfangreichen Traditionssammlung des Ahmad ibn Hanbal (gest. 855 in Bagdad) als Teil der Rede des Propheten vor. Andere inhaltlich ähnlich ausgerichtete prophetische Aussagen, die man spätestens zur Zeit des al-Schafi'i (gest. 815 in Ägypten) in schriftlicher Form überliefert hatte, lassen ebenfalls auf die Idee über die Gleichheit von Arabern und Nicht-Arabern schließen:

„Fünf Dinge sind mir und keinem anderen vor mir (von Gott) gewährt worden: die ganze Erde ist mir als rituell reine Gebetsstätte gegeben worden. Durch Furcht bin ich zum Siege verholfen worden. Die Kriegsbeute ist mir erlaubt worden. Ich bin an die roten und die weißen (gleichermaßen) gesandt worden. Die Fürbitte (zwischen Gott und Mensch) ist mir gegeben worden.“

Die Farbbezeichnung – Rot und Weiß – steht hier im Sinne: „für die ganze Menschheit“. Die Araber bezeichneten die Perser – also die ʿaǧam – als „Rot“, also hellfarbig im Gegensatz zu „Schwarz“, wie sich die Araber damals nannten. Auch die Farbenkombination Gelb und Weiß kommt in der Bedeutung von „alle“, die ganze Menschheit vor. (Lit.: Goldziher, Schwarze und Weisse.) Entsprechend wird in der erwähnten Traditionssammlung des Ahmad ibn Hanbal die Farbkombination „Schwarz“ (Araber) und „Rot“ (Perser) verwendet.
Eine weitere Entwicklung stellt die Gegenüberstellung vom „schwarzen“ Sklaven (raqaba saudāʾ), als ʿaǧamiyya bezeichnet, und dem „weißen“ (baiḍāʾ) Sklaven in der islamischen Jurisprudenz dar. Ersterer ist als Schwarzer im heutigen Sinn zu verstehen.